# XVIII. SS-Armeekorps
Il XVIII SS-Armeekorps fu un'unità militare formata nel dicembre del 1944 in Germania per operare nell'area compresa tra Strasburgo e Basilea.

Il 6 maggio 1945, tra Schwarzwald e Bodensee si arrenderà agli americani.

## Comandanti
| Grado                | Nome             |
| SS-Gruppenführer     | Heinz Reinefarth |
| SS-Obergruppenführer | Georg Keppler    |

## Ordine di battaglia
| Situazione al 1º febbraio 1945 - Nome unità |
| Stabs-und Korpstruppen nr. 118              |
| SS-Nachrichten Abteilung 499                |
| ArKo 499                                    |
| 159. Infanterie Division                    |
| Infanterie brigade 1005                     |
| Divisione 805                               |
| divisione 405                               |

| Situazione al 1º aprile 1945 - Nome unità |
| Stabs-und Korpstruppen nr. 118            |
| SS-Nachrichten Abteilung 499              |
| ArKo 499                                  |
| Infanterie Brigade 1005                   |
| Infanterie brigade Baur                   |
| Divisione 805                             |

## Teatri d'operazione
| Luogo                      | Data                        |
| tra Strasburgo e Basilea   | dicembre 1944 - aprile 1945 |
| tra Schwarzwald e Bodensee | aprile 1945 - 6 maggio 1945 |